# Heilige-Familiekerk (Tilburg)
De Heilige-Familiekerk was een parochiekerk in de stad Tilburg in de Nederlandse provincie Noord-Brabant. De kerk was gelegen aan de Broekhovenseweg 159.
Deze bakstenen kerk werd gebouwd in 1924 en het ontwerp, van Sjef Donders, was geïnspireerd door de Amsterdamse School. Hij diende de tweede parochie in de Tilburgse wijk Broekhoven. De eerste parochiekerk in deze wijk was van 1911 en staat bekend als Broekhovense kerk. De Heilige-Familiekerk was dan Broekhovense kerk II.
De Heilige-Familiekerk werd gesloopt in 1974.